# اریش فون دم باخ-سلوسکی
اریش یولیوس ایبرهارت فن دِم باخ-سلِوسکی (به آلمانی: Erich Julius Eberhard von dem Bach-Zelewski) (۱ مارس ۱۸۹۹–۸ مارس ۱۹۷۲) یک نظامی بلندپایه آلمانی در دوره رایش سوم بود.

## زندگی‌نامه
روز ۱ مارس سال ۱۸۹۹ در لاونبورگ در پومرانی در یک خاندان اشرافی زمین‌دار زاده شد. در جریان جنگ جهانی اول در نیروی زمینی امپراتوری آلمان خدمت کرد. پس از جنگ تا سال ۱۹۲۴ در فرای‌کور و رایشسور خدمت نظامی ادامه داد. سال ۱۹۳۰ به حزب ناسیونال سوسیالیست و اس‌اس پیوست. بین سال‌های ۱۹۳۲ تا ۱۹۳۴ ناحیه انتخاباتی برسلاو را در رایشس‌تاگ نمایندگی کرد. سال ۱۹۳۹ به درجه اس‌اس-اوبرگروپن‌فورر نائل آمد و سال ۱۹۴۱ ژنرال وافن اس‌اس شد. روز ۲۱ ژوئیه مأموریت ویژه مقابله با پارتیزان‌های لهستانی به او محول گشت. سال ۱۹۴۴ فرماندهی یگان‌های آلمانی سرکوب‌گر قیام ورشو را بر عهده داشت. پس از پایان جنگ جهانی دوم، به عنوان شاهد در محاکمات دادگاه نورنبرگ حضور یافت. خود هیچگاه به عنوان متهم در کشتار یهودیان مورد پیگرد قرار نگرفت اما سال ۱۹۶۱ به اتهام مشارکت در شب دشنه‌های بلند محاکمه شد و به چهار و نیم سال حبس محکوم گردید. سال ۱۹۶۲ مجدداً در قتل ۶ کمونیست در سال ۱۹۳۳، متهم شناخته شد. باخ-سلِوسکی روز ۸ مارس سال ۱۹۷۲ در بیمارستان زندانی در مونشن درگذشت.